# Forte de Nossa Senhora da Guia
O Forte de Nossa Senhora da Guia localiza-se na Av. Nossa Senhora do Cabo, n. 939, entre o Farol da Guia e a Lage do Ramil, na freguesia e Município de Cascais, distrito de Lisboa, em Portugal.

## História
Esta fortificação marítima foi construída no reinado de D. João IV, durante o período das guerras de restauração, integrada no sistema defensivo da orla marítima de acesso a Lisboa entre o Cabo da Roca e a Torre de São Vicente em Belém. Crê-se que o projecto de construção, tendo em conta as suas características barrocas, se atribuiu aos engenheiros franceses Lassart e Guiatu. A escolha da sua localização nesta zona estratégica relaciona-se como desembarque das tropas espanholas comandadas pelo duque de Alba, em 28 de Julho de 1580, na laje do Ramil, situada na base do actual Forte. Foi rapidamente construído, estando operacional pelo menos desde 1646 – havia sido iniciado quatro anos antes, como o atesta a lápide colocada sobre a porta de entrada, sob um escudo nacional com coroa: "O Mui Alto e Poderoso Rei D. João o IIII de Portugal Nosso Senhor Mandou Fazer Esta Fortificação sendo Governador das Armas desta Praça D. António Luís de Menezes e se começou em 20 de Junho na era de 1642 R.T.E. Ano 1832". De traça simples e pequenas dimensões, o espaço estava dividido em duas áreas distintas, a bateria e os alojamentos, seccionados em quatro dependências, seguindo o esquema construtivo das fortificações então erguidas na costa de Cascais.
Após o término das guerras, a sua guarnição foi reduzida a um pequeno número de militares, apresentando o forte já em meados do século XVIII sinais de degradação, agravados com o terramoto de 1755, que afectou particularmente os quartéis e a casa da guarda. Em 1777, há notícia de que o forte se encontrava novamente em bom estado de conservação, sem ter havido alteração do seu traçado original. Entre 1793 e 1796, procedeu-se a uma profunda remodelação com vista à sua modernização e maior funcionalidade, sobretudo no que concerne à organização interna da casa forte e à construção de elementos como merlões, canhoneiras e guaritas, renovando-se a sua fisionomia.
Após o período das invasões francesas, a sua utilização foi decrescendo. Em 1831, encontrava-se num estado de parcial ruína, decorrendo no ano seguinte algumas obras de restauro, estando eminentes os confrontos entre miguelistas e liberais. Nessa altura, acrescentou-se a data de 1832 na lápide primitiva da fundação. Após a tomada de força dos liberais, o Forte gradualmente foi perdendo a guarnição, permanecendo a necessidade urgente de reparos pelos anos que se seguiram dada a continuada degradação. A actividade militar terminou em 1843, tendo a guarnição, composta por um cabo e um sargento, sido transferida, o que levou ao seu relativo abandono – refira-se que, em 1868, ainda era habitado, servindo de residência aos funcionários da Estação Semafórica da Guia. No início do séc. XX, o Conde de Moser, proprietário da Quinta da Marinha, adquiriu os parapeitos exteriores, desmantelando-os.
Em 1920, o Forte de Nossa Senhora da Guia foi colocado em hasta pública e arrendado a um particular, manifestando já em 1926 a Direcção-Geral do Ensino Superior interesse em ocupar o edifício para fins científicos. Data de 1927 o projecto de obras de adaptação do arquitecto Frederico Carvalho, antecedendo o arrendamento, por parte do Ministério da Guerra, à Direcção-Geral do Ensino Superior para instalação da Estação Zoológica Marítima experimental do Museu Bocage da Faculdade de Ciências da Universidade de Lisboa.
As obras de adaptação do edifício a laboratório de investigação – nas quais também interveio o Ministério das Obras Públicas – iniciaram-se em 1928, sob Arthur Ricardo Jorge, então director do Museu Bocage, prolongando-se por vários anos até 1956. Em 1939, o Forte transitou para a Direcção-Geral da Fazenda Pública, que volvidos três anos o cedeu, definitivamente, à Universidade de Lisboa, com vista à instalação da Secção Marítima do Museu Bocage. A primeira fase de ampliação foi autorizada em 1950, mas apenas depois de 1956 foi possível dotar o espaço de electricidade.
A classificação do Forte como Imóvel de Interesse Público foi pedida a 9 de Abril de 1974, por iniciativa do Pr. Luiz Saldanha, tendo sido concedida volvidos três anos, em 1977.
Foram-se desenvolvendo diversas investigações e colheitas marítimas logo sob Ricardo Jorge, tendo o Laboratório ficado praticamente inactivo quando este se reformou. Em 1966, foram dadas aulas práticas de Zoologia Sistemática no Forte, sem continuidade. A falta de verbas próprias condicionava bastante o desenvolvimento de actividade no Laboratório. Através do grande empenho de Luiz Saldanha, encetou-se a reactivação e dinamização do Laboratório Marítimo da Guia como unidade de investigação e ensino a partir de 1975. As instalações acolheram a secção de Biologia Marítima e Oceanografia Biológica do Departamento de Zoologia e Antropologia da Faculdade de Ciências (actual Departamento de Biologia Animal), iniciando-se de imediato o trabalho de investigação laboratorial de Luiz Saldanha e dos seus alunos, em estágio de licenciatura; muitos deles, por questões financeiras, chegaram inclusive a pernoitar consecutivamente no Forte. Mantinham-se as c. 140 peças de mobiliário adquiridas por Ricardo Jorge, bem como a maioria do equipamento laboratorial. Existiam, então, gabinetes/laboratórios, cozinha, biblioteca, sala de aquários e câmara escura, espaços que foram sendo adaptados ao longo do tempo consoante as necessidades e a evolução da investigação científica na área. Desde o incêndio que em 1978 ocorreu nas instalações da Faculdade de Ciências, na Rua da Escola Politécnica, que o Laboratório Marítimo da Guia se tornou indispensável para instalação de alguns docentes e alunos. Naturalmente que, ao longo do tempo, obras de conservação continuaram a ser feitas, como a impermeabilização da cobertura e o arranjo de janelas e portões. Apesar das necessárias transformações e consequentes acrescentos algo inestéticos e descaracterizadores, o Forte mantém alguma da sua traça original e adapta-se ao funcionamento do Laboratório que o ocupa.
Desde 2007, o Laboratóro Marítimo da Guia integra o Centro de Oceanografia da Faculdade de Ciências da Universidade de Lisboa, a par do seu estatuto como unidade de investigação do IMAR desde 1998 (tendo desde 1991 albergado a sua sede, então transferida para Coimbra). Atendendo ao âmbito de investigação desenvolvida no Laboratório Marítimo da Guia actualmente, a ecologia marinha (sistemas costeiros e profundos) e ecofisiologia marinha (fisiologia do crescimento, nutrição e reprodução de espécies marinhas), o espaço dispõe actualmente de áreas de investigação, gabinetes, laboratórios, sala de conferências e infra-estruturas para cultura marinha. Desde 2015 passou a integrar o MARE - Centro de Ciências do Mar e do Ambiente, com a extinção do Centro de Oceanografia.